# 元五墳
元五墳是香港新界西貢區的一個地方，位於糧船灣萬宜水庫西壩之西北，創興水上活動中心以北，南風灣以南，大頭洲以東，屬於西貢東郊野公園範圍之內。
元五墳是漁農自然護理署劃定的露營地點，稱為「元五墳（南風灣）營地」。此外，香港天文台也在此處設立不少監測設施，例如地震測量站及檢驗大氣輻射的空氣取樣器。
鑒於八仙嶺曾經發生一場致命山火，香港政府跨部門調查小組曾經委託香港流動通訊有限公司，於2004年計劃在此設置綜合流動電話收發站，為遠足人士及郊野公園遊人提供另一種通訊方法。